# Cuori incatenati
Cuori incatenati (Way Down East) è un film del 1935 diretto da Henry King, che ha come interpreti principali Rochelle Hudson, nel ruolo di Anna Moore, e Henry Fonda in quello dell'uomo che si innamora di lei e la salva dalla morte.

## Trama
Una giovane che ha perso da poco il figlio illegittimo trova lavoro in una fattoria. Per timore di perdere il posto mantiene il suo segreto e quando questo verrà svelato le sue paure si riveleranno fondate, il padrone la caccia e sarà suo figlio a salvarla dalla morte perché innamorato di lei.

## Produzione
Il film è l'adattamento cinematografico del melodramma Way Down East scritto da Charlotte Lottie Blair Parker e revisionato per il teatro da Joseph R. Grismer. Il lavoro teatrale, prodotto da Florenz Ziegfeld, Jr., aveva debuttato a Broadway il 7 febbraio 1898 ed era rimasto in scena per circa cinque mesi.
Prodotto dalla "Fox Film Corporation", venne girato dal 31 maggio al 3 agosto 1935, in Inghilterra, nei Denham Studios (Buckinghamshire).

## Distribuzione
Distribuito dalla Fox Film Corporation, uscì nelle sale cinematografiche USA il 25 ottobre 1935 dopo una prima tenuta a New York il 16 ottobre. Nello stesso anno, uscì anche sul mercato giapponese. In Spagna, prese il titolo A través de la tormenta. In Italia venne distribuito a partire dal febbraio 1936.

## Versioni cinematografiche
La storia della sfortunata giovane sedotta e abbandonata era già stata portata sullo schermo nel 1920 da David W. Griffith che, con Way Down East (nella versione italiana Agonia sui ghiacci), interpretato da Lillian Gish, aveva firmato uno dei suoi capolavori. Le altre versioni precedenti a questa - che è l'unica sonora - ed a quella di Griffith furono:
- Way Down East, regia di Sidney Olcott, con Gene Gauntier (1908)
- Way Down East, prodotto dalla Solax Film Company (1914)